# 1. division 1973
La 1. Division 1973 è stata la 60ª edizione della massima serie del campionato danese di calcio conclusa con la vittoria del Hvidovre, al suo secondo titolo.
Capocannoniere del torneo fu Hans Aabech dello Hvidovre con 28 reti.

## Classifica finale
|    | Classifica    | G  | V  | N | P  | GF | GS | DR  | Pti |
| -- | ------------- | -- | -- | - | -- | -- | -- | --- | --- |
| 1  | Hvidovre      | 22 | 10 | 7 | 5  | 52 | 33 | +19 | 27  |
| 2  | Randers Freja | 22 | 10 | 6 | 6  | 35 | 26 | +9  | 26  |
| 3  | KB            | 22 | 10 | 6 | 6  | 43 | 43 | 0   | 26  |
| 4  | Vejle         | 22 | 10 | 3 | 9  | 40 | 31 | +9  | 23  |
| 5  | Køge BK       | 22 | 10 | 3 | 9  | 29 | 28 | +1  | 23  |
| 6  | Aalborg (*)   | 22 | 6  | 9 | 7  | 32 | 30 | +2  | 21  |
| 7  | B 1901        | 22 | 8  | 5 | 9  | 45 | 54 | -9  | 21  |
| 8  | Næstved       | 22 | 8  | 5 | 9  | 36 | 40 | -4  | 21  |
| 9  | B 1903        | 22 | 6  | 8 | 8  | 25 | 28 | -3  | 20  |
| 10 | BK Frem       | 22 | 6  | 8 | 8  | 38 | 45 | -7  | 20  |
| 11 | AB (*)        | 22 | 7  | 5 | 10 | 34 | 40 | -6  | 19  |
| 12 | AGF           | 22 | 5  | 7 | 10 | 25 | 36 | -9  | 17  |

(*) Squadre neopromosse

## Verdetti
- Hvidovre Campione di Danimarca 1973.
- Hvidovre ammesso alla Coppa dei Campioni 1974-1975.
- Randers Freja e KB ammesse alla Coppa UEFA 1974-1975.
- AB e AGF retrocesse.